# Racquel Sheath
Racquel Sheath (Morrinsville, 27 de noviembre de 1994) es una deportista neozelandesa que compite en ciclismo en la modalidad de pista. Ganó una medalla de bronce en el Campeonato Mundial de Ciclismo en Pista de 2017, en la prueba de persecución por equipos.
Participó en los Juegos Olímpicos de Río de Janeiro 2016 ocupando el cuarto lugar en la disciplina de persecución por equipos.

## Medallero internacional
| Campeonato Mundial | Campeonato Mundial | Campeonato Mundial | Campeonato Mundial      |
| Año                | Lugar              | Medalla            | Competición             |
| ------------------ | ------------------ | ------------------ | ----------------------- |
| 2017               | Hong Kong (China)  | Medalla de bronce  | Persecución por equipos |